# Mimacraea krausi
Mimacraea krausi är en fjärilsart som beskrevs av Herman Dewitz 1889. Mimacraea krausi ingår i släktet Mimacraea och familjen juvelvingar. Inga underarter finns listade i Catalogue of Life.